# Walincourt-Selvigny

Walincourt-Selvigny este o comună în departamentul Nord, Franța. În 1 ianuarie 2022 avea o populație de 2.091 de locuitori.